# Liste der denkmalgeschützten Objekte in Libochovice
Grundlage dieser Liste der denkmalgeschützten Objekte in Libochovice ist die ÚSKP-Liste (Ústřední seznam kulturních památek České republiky, deutsch Zentrale Liste der Kulturdenkmäler der Tschechischen Republik), die von der tschechischen Denkmalschutzbehörde NPÚ (Národní památkový ústav, deutsch Nationale Denkmalbehörde) seit 1987 geführt wird und an die seit dem Jahr 1850 geschaffenen Listen anschließt.

## Libochovice(Libochowitz)
| Lage | Objekt                                                   | Beschreibung | ÚSKP-Nr.                  | Bild                               |
| --- | -------------------------------------------------------- | --- | ------------------------- | ---------------------------------- |
| Libochovice, náměstí 5. května 1, 3, 89, Purkrabská 2, Kerkovo nábřeží 16, Turinského 88, 89 (Standort) | Schloss Libochovice                                      | Schloss Libochowitz ist ein Nationales Kulturdenkmal Tschechiens (NKP). Die urspr. gotische Feste wurde 1560–1564 von Johann der Ältere Popel von Lobkowitz (Jan V. Popel z Lobkowicz, 1521–1590) zu einem Renaissance-Schloss umgebaut. Der barocke Umbau wurde 1682–1690 von Antonio della Porta (1631–1702) für Reichsfürst Gundacker von Dietrichstein (1623–1690) durchgeführt, 1685 wurde der Schlosspark angelegt. Rechteckiges geschlossenes vierflügeliges Schloss mit Innenhof und Arkaden im Erdgeschoss sowie Gartensaal Sala terrena. Fassaden mit frühbarocken Giebeln und Gewölben im Erdgeschoss, mit frühbarockem Stuck an den Decken im ersten Stock sowie einigen frühbarocken Öfen. Bis zum Ende des Zweiten Weltkriegs gehörte das Schloss den Grafen Herberstein. Schlossareal mit folgenden Einzeldenkmalen: - Schloss nám. 5. Mai Nr. 1 mit Wassergraben, Brücke, Umfassungsmauer mit Balustrade, nördliches Parterre und Treppe I (NKP) - Haus Purkrabská Nr. 2 mit Wirtschaftsflügel (NKP) - Kapelle (NKP) - Garten mit Stützmauer und Gartenhaus Kerkovo nábřeží Nr. 16 (NKP) - Haus nám. 5. Mai Nr. 3, Umzäunung mit Eingang - Wasserwerk sowie Stützmauer und Garten des Wasserwerks - Haus von Turinského Nr. 88 (NKP) - Haus nám. 5. Mai / Turinského Nr. 89 (NKP) - Gewächshaus (NKP) - Umfassungsmauer mit Eingang - Einfriedung mit Tor und Wasserbecken (NKP) - Englischer Park, Terrassenwand, Umfassungsmauer, Treppe II mit Wasserkaskade (NKP) - Englischer Park, Terrassenmauer, Zaun, Orangerie, Reste des Wasserbeckens (NKP) - östliches Parterre, Terrassenwände einschl. Balustrade, Umfassungsmauer mit Tor I bis III und Wasserbecken (NKP) - westliches Parterre, Stützmauern mit Skulpturen (NKP) - westliches Parterre, Umfassungsmauer mit Skulpturen, Treppe III und Tor IV (NKP) - Fasanerie, Einfriedung, Umfassungsmauer (NKP) - Denkmal für J. E. Purkyně - Böschungsstützmauer mit Skulpturen: Hl. Nepomuk, hl. Wenzel, Jungfrau Marie und hl. Johannes - Mauer mit Balustrade - Landschaftsbereich vor dem Schloss. | 45669/5-2131 Info Katalog | weitere Bilder                     |
| Libochovice, nám. 5. května (Standort)                                                                  | Mariensäule                                              | Mariensäule | 42010/5-2132 Info Katalog | weitere Bilder                     |
| Libochovice, náměstí 5. května 10 (Standort)                                                            | Wohnhaus Nr. 10                                          | Bürgerhaus | 35089/5-2136 Info Katalog | Wohnhaus Nr. 10                    |
| Libochovice, náměstí 5. května 55 (Standort)                                                            | Wohnhaus Nr. 55                                          | Bürgerhaus | 17512/5-2142 Info Katalog | Wohnhaus Nr. 55                    |
| Libochovice, náměstí 5. května 58 (Standort)                                                            | Wohnhaus Nr. 58                                          | Bürgerhaus | 31341/5-4590 Info Katalog | Wohnhaus Nr. 58                    |
| Libochovice, náměstí 5. května 216, Turinského (Standort)                                               | Wohnhaus Nr. 216                                         | Bürgerhaus | 17301/5-2144 Info Katalog | Wohnhaus Nr. 216                   |
| Libochovice, Riegrova 61 (Standort)                                                                     | Wohnhaus Nr. 61                                          | Bürgerhaus | 29569/5-2143 Info Katalog | Wohnhaus Nr. 61                    |
| Libochovice, Riegrova 64 (Standort)                                                                     | Wohnhaus Nr. 64                                          | Bürgerhaus | 17610/5-2146 Info Katalog | Wohnhaus Nr. 64                    |
| Libochovice, Turinského 77 (Standort)                                                                   | Wohnhaus Nr. 77                                          | Bürgerhaus | 25530/5-2145 Info Katalog | Wohnhaus Nr. 77                    |
| Libochovice, Turinského 87 (Standort)                                                                   | Wohnhaus Nr. 87                                          | Bürgerhaus | 14455/5-4756 Info Katalog | Wohnhaus Nr. 87                    |
| Libochovice, Dr. Vacka 45 (Standort)                                                                    | Landwirtschaftlicher Hof Nr. 45                          | Landwirtschaftlicher Hof | 29693/5-2135 Info Katalog | Landwirtschaftlicher Hof Nr. 45    |
| Libochovice, Purkyňova, Kerkovo nábřeží (Standort)                                                      | Allerheiligenkirche (Kostel Všech svatých)               | Allerheiligenkirche | 25918/5-2137 Info Katalog | weitere Bilder                     |
| Libochovice, Purkyňova 18 (Standort)                                                                    | Spital                                                   | Spital | 40178/5-4755 Info Katalog | Spital                             |
| Libochovice, Purkyňova 17 (Standort)                                                                    | Pfarrhaus                                                | Pfarrhaus | 19494/5-2147 Info Katalog | Pfarrhaus                          |
| Libochovice, Kožešnická 93 (Standort)                                                                   | Wohnhaus Nr. 93                                          | Bürgerhaus | 18074/5-2148 Info Katalog | Wohnhaus Nr. 93                    |
| Libochovice, Koželužská 319 (Standort)                                                                  | Jüdisches Haus Nr. 319                                   | Jüdisches Haus | 45295/5-2150 Info Katalog | Jüdisches Haus Nr. 319             |
| Libochovice, Kerkovo nábřeží 310 (Standort)                                                             | Wohnhaus Nr. 310                                         | Bürgerhaus | 34086/5-2149 Info Katalog | Wohnhaus Nr. 310                   |
| Libochovice, am Haus Tyršova čp. 151 (Standort)                                                         | Nepomukstatue                                            | Statue des hl. Johannes von Nepomuk | 22742/5-2141 Info Katalog | weitere Bilder                     |
| Libochovice, Čechova, am Friedhof (Standort)                                                            | Bildstock                                                | Bildstock | 15013/5-2139 Info Katalog | Bildstock                          |
| Libochovice, hřbitov, Čechova (Standort)                                                                | Laurentiuskirche (Kostel svatého Vavřince)               | Laurentiuskirche auf dem Friedhof | 18877/5-2138 Info Katalog | weitere Bilder                     |
| Libochovice, an der Straße ul. R. Pokorného (Standort)                                                  | Jüdischer Friedhof Libochovice                           | Jüdischer Friedhof mit Grabsteinen, Umfassungsmauer und Tor | 24401/5-2134 Info Katalog | weitere Bilder                     |
| Libochovice, Husova, an der Straße nach Slatina (Standort)                                              | Säule des hl. Wenzel                                     | Säule des hl. Wenzel | 32544/5-2140 Info Katalog | Säule des hl. Wenzel               |
| Libochovice, am linken Ufer der Eger (Standort)                                                         | Wasserkraftwerk (Vodní elektrárna)                       | Wasserkraftwerk | 10594/5-5623 Info Katalog | Wasserkraftwerk (Vodní elektrárna) |
| Dubany (Standort)                                                                                       | Kirche St. Peter und Paul (Kostel svatých Petra a Pavla) | Kirche St. Peter und Paul, dominiert das Dorfzentrums, urspr. einschiffige Kirche vom Ende des 13. Jahrhunderts, 1740 und 1863 umgebaut. Dieses ursprünglich mittelalterliche Kirchengebäude besitzt einen historischen und architektonischen Wert. Einzeldenkmale: - Kirche St. Peter und Paul - Umfassungsmauer, Tor I und Tor II - Bildstock mit massivem Steinkreuz von 1713. | 15889/5-2017 Info Katalog | weitere Bilder                     |